# Dicholaphis delicata
Dicholaphis delicata is een zachte koraalsoort uit de familie Primnoidae. De koraalsoort komt uit het geslacht Dicholaphis. Dicholaphis delicata werd in 1907 voor het eerst wetenschappelijk beschreven door Kinoshita. 